# Olajzöld asztrild
Az olajzöld asztrild (Amandava formosa) a madarak osztályának a verébalakúak (Passeriformes) rendjébe, ezen belül a díszpintyfélék (Estrildidae) családjába tartozó faj.

## Rendszerezés
Sorolták a Fringilla nembe Fringilla formosa és az Estrilda nembe Estrilda formosa néven is.

## Előfordulása
Ázsiában, India keleti és középső részén honos. Kóborlásai során eljut Pakisztánba is.

## Megjelenése
Testhossza 10-11 centiméter.